# 阿布扎克
阿布扎克（法語：Abzac，法語發音：[abzak]）是法国阿基坦大区吉伦特省的一个市镇，属于利布尔讷区，

## 地理
阿布扎克（45°1'0"N, 0°7'41"W）面积13.44 平方千米，位于法国新阿基坦大区吉倫特省，该省份为法国西南部沿海省份，是法國本土面积最大的省，北起滨海夏朗德省，西临大西洋，南至朗德省，东南接洛特-加龍省，东临多爾多涅省。
与阿布扎克接壤的市镇（或旧市镇、城区）包括：库特拉、莱萨尔蒂盖德吕萨克、吕萨克、萨布隆、圣但尼德皮勒、圣梅达尔-德吉济耶尔。
阿布扎克的时区为UTC+01:00、UTC+02:00（夏令时）。

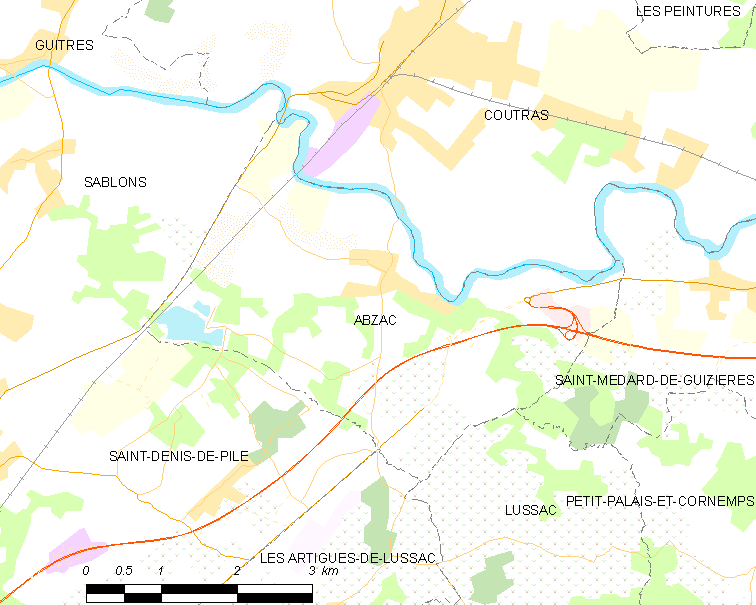
阿布扎克的OSM定位图

## 行政
阿布扎克的邮政编码为33230，INSEE市镇编码为33001。

## 政治
阿布扎克所属的省级选区为北利布尔奈县。

## 人口
阿布扎克于2022年1月1日时的人口数量为2030人。